# Fort St. John
Fort St. John é uma cidade localizada no Distrito Regional de Peace River no nordeste da Colúmbia Britânica, no Canadá.
A cidade abrange uma área total de cerca de 22 quilômetros quadrados, com 18.609 habitantes no censo de 2011. Está localizada na Milha 47, é uma das maiores cidades ao longo da Estrada do Alaska.